# Pantestudines
Pantestudines је група свих тетрапода сроднијих с корњачама него с било којим другим савременим гмизавцима. Укључује савремене корњаче (Testudines), као и све њихове изумрле предачке и сродне линије. 

## Класификација
Идентитет предака и најближих сродника корњача био је дугогодишња научна загонетка, а тек су нова открића и боље анализе у раном 21. веку почели боље да разјашњавају односе међу овима линијама. Анализа фосилних налаза показала је да су корњаче дијапсидни (а не анапсидни) гмизавци, најсличније повезани било с групом Archosauria (крокодили, птице) или са Lepidosauria (гуштери, змије, туатара). Генетичке анализе подржавају хипотезу да су корњаче најближи рођаци архосаура. Истраживања која укључују и фосиле сугеришу да су Sauropterygia, група изумрлих морских гмизаваца, давнашњи преци корњача. 
Временски калибрисана филогенија коју су објавили Шафер и сарадници (2017) датовала је раздвајање групе Pantestudines од сестринске кладе у средњи Карбон.